# Флаг Фонталовского сельского поселения
Флаг муниципального образования Фонталовское сельское поселение Темрюкского района Краснодарского края Российской Федерации — опознавательно-правовой знак, служащий официальным символом муниципального образования.
Флаг утверждён 30 августа 2010 года и 17 декабря 2010 года внесён в Государственный геральдический регистр Российской Федерации с присвоением регистрационного номера 6469.
Флаг Фонталовского сельского поселения является официальным символом Фонталовского сельского поселения.

## Описание
«Прямоугольное голубое полотнище с отношением ширины к длине 2:3, с изображением посередине жёлтого равнобедренного треугольника, чьё основание примыкает к верхнему краю полотнища и составляет 5/9 длины полотнища, а вершина достигает нижнего края, посередине треугольника изображён голубой фонтан из герба поселения».

## Обоснование символики
Флаг языком символов и аллегорий отражает природные, географические особенности муниципального образования.
Деление полотнища флага на голубые и жёлтую (золотую) части образно показывают северную и южную границы сельского поселения, которые проходят по берегам Темрюкского и Таманского заливов Азовского моря.
Сочетание жёлтой и голубых частей символизируют природные богатства края: жёлтый цвет (золото) — символ урожая, плодородия, стабильности, солнечного света и тепла благоприятного для виноградарства; голубой цвет — символ морских просторов, обильных рыбой. Жёлтый это также цвет песка фонталовских пляжей, привлекающих массу приезжих своим уютом и комфортом.
Фонтан символизирует известный с древних времён источник пресной воды, столь редкий для этих мест. Во многом благодаря наличию пресной воды эти места были освоены человеком несколько тысячелетий назад.
Фонтан на флаге гласно отражает название станицы и всего поселения, делая композицию флага гласной.